# Niemieckie nazwy łotewskich miejscowości
W wyniku siedmiu wieków silnej niemieckiej obecności, panowania, dominiacji i osadnictwa na terenie Estonii i Łotwy, niemal wszystkie nazwy łotewskich i estońskich miast, miasteczkek i wsi posiadają niemieckie odpowiedniki. Często jest tak, że nazwa w języku estońskim lub łotewskim pochodzi od nazwy niemieckiej.

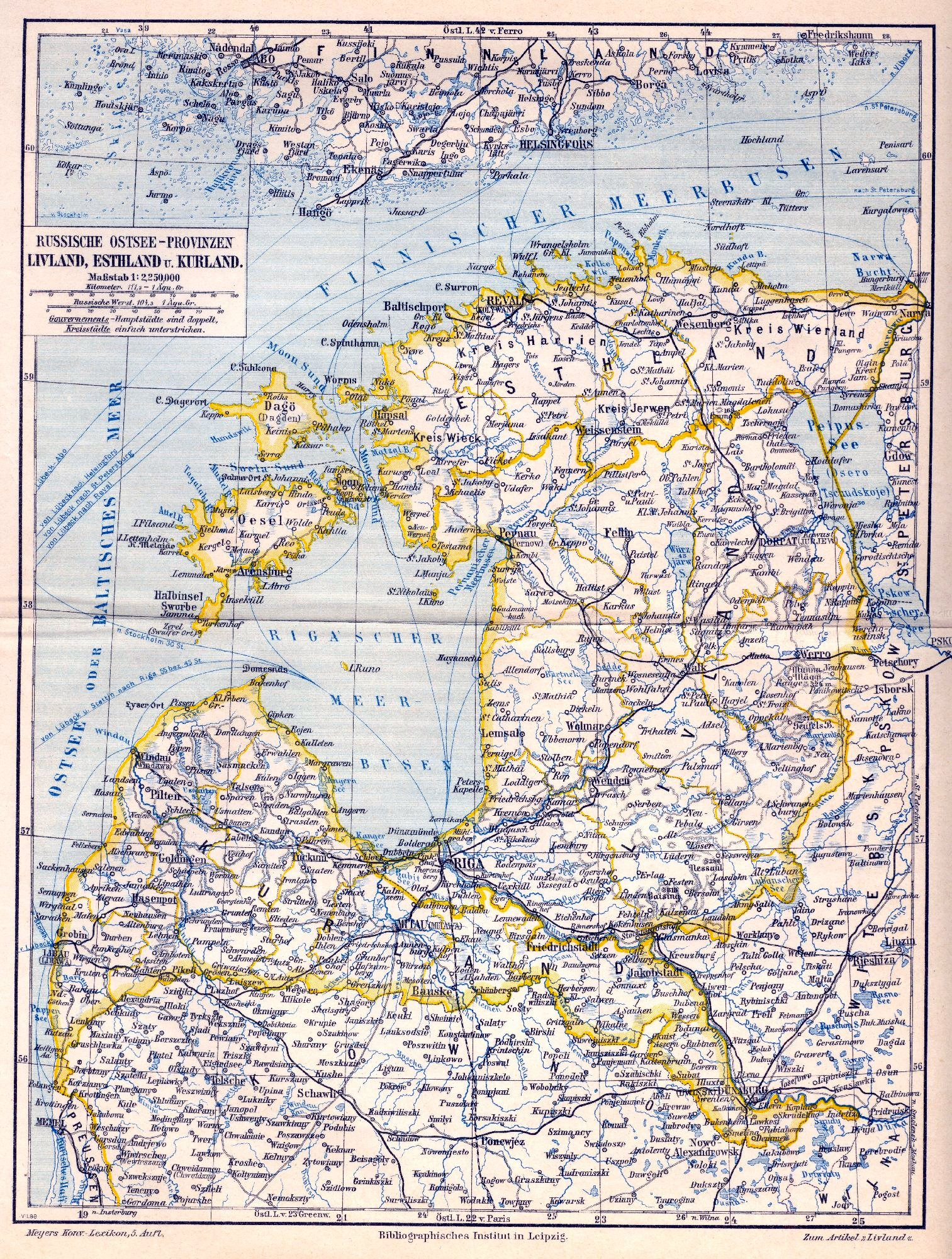
Mapa z czasów panowania rosyjskiego na terenie Łotwy, Estonii i Finlandii, z zaznaczonymi niemieckimi nazwami miejscowości Estonii i Łotwy oraz ze szwedzkimi nazwami miejscowości Finlandii.

W liście podano nazwę niemiecką po lewej, a łotewską po prawej.

## A
- Aahof (Riga Region): Ādaži
- Aahof (Valka Region): Lejasciems
- Abelhof: Ābeļi
- Adiamünde: Skulte
- Adsel: Gaujiena
- Aglohn: Aglona
- Aistern: Aiztere
- Aiswicken: Aizvīķi
- Akniste: Aknīste
- Alexandershof: Šķibe
- Allasch: Allaži
- Allendorf: Aloja
- Alschwangen: Alsunga
- Alswig: Alsviķi
- Alt-Autz: Vecauce
- Alt-Bergfried: Vecsvirlauka
- Altenburg: Vecpils
- Altenwoga: Meņģele
- Alt-Kalzenau: Veckalsnava
- Alt-Laitzen: Veclaicene
- Alt-Lassen (Kr. Illuxt): Veclaši
- Alt-Likoppen: Likupeni, Veclikupeni
- Alt-Mocken: Vecmokas
- Alt-Ottenhof: Vecate
- Alt-Pebalg: Vecpiebalga
- Alt-Rahden: Vecsaule
- Alt-Salis: Vecsalaca
- Alt-Schwanenburg: Vecgulbene
- Alt-Schwarden: Veczvārde
- Alt-Selburg: Vecsēlpils
- Alt-Sickeln: Vecsiķele
- Alt-Wohlfart: Ēvele
- Amboten: Embūte
- Andrepno: Andrupene
- Angermünde: Rinda
- Angern: Engure
- Annenhof (Valka Region): Anna
- Annenhof (Tukums Region): Annenieki
- Antonopol: Malta
- Anzen: Ance
- Appricken: Apriķi
- Arrasch: Āraiši
- Ascheraden: Aizkraukle
- Assern: Asare
- Assieten: Asīte
- Asuppen: Aizupe
- Ataschan: Atašiene
- Auermünde: Auri
- Aula: Auleja
- Autz: Auce
- Ägypten: Ēģipte

## B
- Babbit: Babīte
- Bagge-Assieten: Audera Asite
- Bahten: Bāte
- Bakowo: Purvmala
- Balbinowo: Indra
- Baldohn: Baldone
- Balgalln: Balgale
- Baltinowo: Baltinava
- Barbern: Bārbele
- Bartau: Bārta
- Bassen: Basi
- Bauenhof: Bauņi
- Bauske: Bauska
- Behnen: Bēne
- Berghof: Brocēni
- Berkenhegen: Birkeneļi
- Bersgall: Bērzgale
- Bershof: Bērzmuiža
- Bersohn: Bērzaune
- Bewern: Bebrene
- Bewershof: Bebri
- Beyenhof: Beja
- Bickern: Bikernieri
- Bienenhof (Riga): Bišumuiža
- Bilskenhof: Bilska
- Birsen: Bērzpils
- Birsgallen: Birzgale
- Bixten: Biksti
- Blieden: Blīdene
- Blumenhof: Blome
- Bolwa: Balvi
- Bonaventura: Baloži
- Borkawa: Borkava
- Born: Kaplava
- Breslau: Braslava
- Brigi: Briģi
- Brucken: Brukņa
- Buckmuische: Bukmuiža
- Bulderaa (Riga): Bolderāja
- Burtneck: Burtnieki
- Buschhof: Birži

## C
- Charlottenburg: Pedeze

## D
- Dageten: Dagda
- Dahlen: Dole
- Dalbingen: Dalbe
- Daudsewas: Daudzeva
- Daugeln: Dauguļi
- Demmen: Dēmene
- Dickeln: Dikļi
- Doblen: Dobele
- Dondangen: Dundaga
- Drizane: Drīceni
- Drobbusch: Drabeži
- Drostenhof: Drusti
- Druween: Druviena
- Dserwen: Dzērve
- Dubbeln: Dubulti
- Dubena: Dignāja
- Dubenalken: Dunalka
- Duhrenhof: Dūre
- Dunniken: Dunika
- Dunteshof: Dunte
- Durben: Durbe
- Dweeten: Dviete
- Düna (river): Daugava
- Dünaburg: Daugavpils
- Dünamünde: Daugavgrīva
- Dünhof: Daugmale

## E
- Eckengraf: Viesīte
- Eckau: Iecava
- Edinburg: Dzintari
- Edsen (see also Groß-Irwanden): Lielivande
- Edwahlen: Ēdole
- Egipten: Vilkumiests
- Ellern: Elkšņi
- Elley: Eleja
- Erlaa: Ērgļi
- Ermes: Ērģeme
- Erwahlen: Ārlava
- Essern: Ezere
- Ewahden: Ievade
- Ewsthof: Aiviekste

## F
- Fehgen: Vējava
- Fehteln: Vietalva
- Felixberg: Jūrkalne
- Festen: Vestiena
- Fianden: Mārkalne
- Firks-Assiten: Baģu Asīte
- Fossenberg: Ķēči
- Frauenburg: Saldus
- Freudenberg: Priekuļi
- Friedrichshof: Baižkalns
- Friedrichstadt: Jaunjelgava
- Friedrichswald: Saikava
- Funkenhof: Bunka

## G
- Gaigalowa: Gaigalava
- Gaiken: Gaiķi
- Galen: Vidsmuiža
- Garosen: Garoza
- Garssen: Gārsene
- Gawesen: Gavieze
- Gawri: Gauri
- Gipken: Gipka
- Goldingen: Kuldīga
- Golgowsky: Galgauska
- Gotthardsberg: Gatarta
- Gramsden: Gramzda
- Gravendahl: Kraukļi
- Grendsen: Grenči
- Grenzhof: Mežmuiža
- Griwa: Grīva
- Griwaischen: Grivaisi
- Grizgaln: Gridzgale
- Grobin: Grobiņa
- Grösen: Grieze
- Groß-Autz: Lielauce
- Groß-Bersteln: Bērstele
- Groß-Buschhof: Birzi
- Grossdohn: Grostona
- Groß-Dserwen: Lieldzerve
- Groß-Eckau: Iecava, Lieliecava
- Groß-Ilmajen: Dižilmāja
- Groß-Iwanden see also Edsen: Lielīvande
- Groß-Jungfernhof: Lieljumprava
- Groß-Kruthen: Lielkrute
- Groß-Roop: Lielstraupe
- Groß-Rönnen: Lielrende
- Groß-Salwen: Lielzalve
- Groß-Sessau: Lielsesava
- Groß-Sonnaxt: Lielsunākste
- Groß-Würzau: Lielvircava
- Groß-Zezern: Lielcecere
- Grundsahl: Grundzāle
- Grünewalde: Zālīte
- Grünhof: Zaļenieki
- Guddeneecken: Gudenieki

## H
- Hagensberg (Riga): Āgenskalns
- Hasau: Užava
- Hasenpoth: Aizpute
- Haynasch: Ainaži
- Herbergen: Erberge
- Heydenfeld: Sarkaņi
- Hinzenberg: Inčukalns
- Hirschenhof: Irši
- Hochrosen: Augstroze
- Hofzumberge: Tervete
- Hohenbergen: Veļķi
- Holmhof: Salas, Salasmuiza
- Homeln: Omuļi
- Hoppenhof: Ape
- Horstenhof: Launkalne

## I
- Idwen: Idus
- Iggen: Iģene
- Ihlen: Īle
- Ilgezeem (Riga): Iļģuciems
- Illuxt: Ilūkste
- Ilsen: Ilzene
- Ilsenburg: Ilze
- Ippik: Ipiķi
- Irben: Irbe, Gipka
- Irlau: Irlava
- Isabellin: Skaista
- Islitz: Islīca
- Iwanden: Ivande

## J
- Jakobstadt: Jēkabpils
- Jasch-Mysa: Jāsmuiža
- Jummerdehn: Jumurda
- Jungfernhof: Jumprava
- Jürgensburg: Zaube, Jaunpils

## K
- Kabillen: Kabile
- Kadfer: Katvari
- Kaipen: Ķeipene
- Kaiserwald (Riga): Mežaparks
- Kalkuhnen: Laucesa
- Kalleten: Kalēti
- Kalnemoise: Kalncempji
- Kalnzeem: Kalnciems
- Kaltenbrunn: Kaldabruņa
- Kalwen: Kalvene
- Kalzenau: Kalsnava
- Kandau: Kandava
- Kapin: Kapiņi
- Karkell: Kārķi
- Karlsruhe: Kārļi
- Karsau: Kārsava
- Kastran: Kastrāne
- Katlekaln: Katlekalns
- Katschanowo: Kaceni
- Katzdangen: Kazdanga
- Kaugershof: Kauguri
- Keckau: Ķekava
- Kegeln: Ķieģeļi
- Keggum: Ķegums
- Kemmern: Ķemeri
- Kempenhof: Ķempēnu, Jaunkempji
- Kerklingen: Ķerkliņi
- Kerstenbehm: Kārzdaba
- Klein-Irben: Mazirbe
- Klein-Kruthen: Mazkrute
- Klein-Roop: Mazstraupe
- Klein-Salwen: Mazzalve
- Kloster-Hasenpoth: Klostere
- Kirchholm: Salaspils
- Koddiak: Rozēni
- Kokenhof: Kokmuiža
- Kokenhusen: Koknese
- Kokorow: Tilza
- Kolken: Kolkā
- Koltzen: Bīriņi
- Kolup: Kalupe
- Koplau: Kaplava
- Korsowka: Kārsava
- Kortenhof: Beļava
- Korwenhof: Korva
- Kosenhof: Kosa
- Kownat: Kaunata
- Kraslau: Krāslava
- Kremon: Krimulda
- Kreuzburg: Krustpils
- Kroppenhof: Krape
- Krothen: Krote
- Kruthen: Krūte
- Kuckern: Ukŗi
- Kuckucksberg (Riga): Dzegužkalns
- Kudum: Kūdums
- Kurische Aa (Riga) (river): Buļļupe
- Kurland (region): Kurzeme
- Kurländische Aa (river): Lielupe
- Kurmahlen: Kurmāle
- Kurmen: Kurmene
- Kursiten: Kursīši
- Kurzum: Kurcuma
- Kussen: Kusa
- Königshof: Ķoņi

## L
- Ladenhof: Lade
- Laidsen: Laidze
- Lambertshof: Lambarte
- Landsen: Landze
- Landskron: Šķaune
- Lappier: Ozoļi
- Lasdohn: Lazdona
- Lassen: Laši
- Laubern: Laubere
- Laudohn: Ļaudona
- Lehmenen: Ungurmuiža
- Lemburg: Mālpils
- Lemsal: Limbaži
- Lennewarden: Lielvārde
- Lenzenhof: Lenči
- Lesten: Lestene
- Lettgallen (region): Latgale
- Lettin: Litene
- Libau: Liepāja
- Lieven-Bersen: Līvbērze
- Lievenhof: Līvani
- Ligat: Līgatne
- Lihkuppen: Veclikupeni
- Limenen: Ungurmuiža
- Linden: Liepkalne, Liepmuiza
- Lipna: Liepna
- Lippaiken: Lipaiķi
- Lipsthusen: Lībagi
- Livenhof: Līvāni
- Livland (region): Vidzeme
- Livländische Aa (river): Gauja
- Lixna: Līksna
- Loddiger: Lēdurga
- Lohdenhof: Lode
- Lubahn: Lubāna, Lubana
- Lub-Essern: Lubezere
- Lubey: Lubeja
- Ludsen: Ludza
- Luhde: Lugaži
- Luttringen: Lutriņi
- Lysohn: Lizums
- Lösern: Liezere

## M
- Majorenhof: Majori
- Malinowka: Naujene
- Malup: Malupe
- Marienburg: Alūksne
- Marienhausen: Viļaka
- Markgrafen: Mērsrags
- Martzen: Mārciena
- Marzenhof: Mārsnēņi
- Mattkuln: Matkule
- Medsen: Medze
- Mehrhof: Mēris
- Meiran: Meirāni
- Memelhof: Mēmele
- Meselau: Mēdzūla
- Mesohten: Mežotne
- Metzküll: Lode
- Michalow: Mērdzene
- Misse: Misa
- Mitau: Jelgava
- Modohn: Madona
- Mojahn: Mujāni
- Moritzberg: More
- Muischazeem: Muižciems

## N
- Nabben: Nabe
- Nauditen: Naudīte
- Naukschen: Naukšēni
- Nerft: Nereta
- Nersa: Nirza
- Neu-Autz: Jaunauce
- Neubad: Saulkrasti
- Neu-Bergfried: Jaunsvirlauka
- Neuenburg: Jaunpils
- Neuermühlen: Ādaži
- Neugut: Vecmuiža
- Neuhausen: Valtaiķi
- Neu-Laitzen: Jaunlaicene
- Neu-Lettgallen: Abrene, Jaunlatgale
- Neu-Likoppen: Jaunlikupeni
- Neu-Pebalg: Jaunpiebalga
- Neu-Platon: Platone
- Neu-Rahden: Jaunsaule
- Neu-Sackenhof: Jaunvāle
- Neu-Salis: Svētciems
- Neu-Schwanenburg: Jaungulbene
- Neu-Schwarden: Jaunzvarde
- Neu-Subbath: Jaunsubāte
- Neu-Wohlfahrt: Jercēni
- Niederbartau: Nīca
- Niekratzen: Nīkrāce
- Nigranden: Nīgranda
- Nitau: Nītaure
- Nogallen: Nogale
- Nord-Durben: Ziemeļ-Durbe
- Nordeck (Riga): Nordeķi
- Nurmhusen: Nurmuiža
- Nurmis: Vildoga

## O
- Oberbartau: Bārta
- Odsen: Mētriena
- Ohger: Ogre
- Ohlenhof: Oļi
- Oknist: Aknīste
- Olai: Olaine
- Oppekaln: Apekalns
- Osolshof: Ozolaine
- Ossun: Asūne

## P
- Pabbasch: Pabaži
- Paddern: Padure
- Palzmar: Palsmane
- Pankelhof: Penkule
- Pampeln: Pampaļi
- Papendorf: Rubene
- Patkul: Patkule
- Paulsgnade: Ozolniek
- Paulshafen: Pāvilosta
- Perkuhnenhof: Pērkone
- Pernigel: Liepupe
- Peterhof: Pēternieki
- Pfalzgrafen: Glūda
- Pilten: Piltene
- Pinkenhof: Piņķi
- Planetzen: Planica
- Planhof: Plāņi
- Poderaa (Riga): Podrags
- Ponemun: Panemune
- Popen: Pope
- Pormsahten: Purmsāti
- Posendorf: Pociems
- Possinja: Pasiene
- Postenden: Pastende
- Praulen: Prauliena
- Prawingen: Praviņi
- Preekuln: Priekule
- Prely: Preiļi
- Prohden: Prode
- Puhren: Pūre
- Puikeln: Puikule
- Pussen: Puze
- Pustin: Pustiņa
- Pylda: Pilda
- Pytalowo: Abrene

## R
- Ramdan: Viskaļi
- Ramkau: Ranka
- Ranken: Ranķi
- Ranzen: Rencēni
- Rausenhof: Rauza
- Rautensee: Rauda
- Rawen: Rāva
- Remten: Remte
- Rengenhof: Zebrene
- Riga: Rīga
- Riga-Strand: Jūrmala
- Ringen (Saldus Region): Reņģe (now Ruba)
- Ringen (Jēkabpils Region): Rite
- Rodenpois: Ropaži
- Rollbusch : Baloži
- Ronneburg: Rauna, Rona
- Ronneburg-Neuhof: Jaunrauna
- Roop: Straupe
- Rosenau: Zilupe
- Rosenbeck: Rozula
- Rositten: Rēzekne
- Rubinen: Rubene
- Rudbahren: Rudbārži
- Rudsaty: Rudzēti
- Rugoi: Rugāji
- Ruhenthal: Rundāle
- Rujen: Rūjiena
- Rundany: Rundāni
- Ruschon: Ružina
- Ruthern: Dunte
- Rutzau: Rucava
- Römershof: Skrīveri
- Rönnen: Renda

## S
- Sackenhausen: Saka, Sakaspils
- Sahten: Sāti
- Sahtingen: Sātini
- Saktygal: Sakstagals
- Salenen: Saliena
- Salis (river): Salaca
- Salisburg: Mazsalaca, Valbergi
- Salismünde: Salacgrīva
- Sallensee: Saliena
- Sallgaln: Saigale
- Salwen: Zalve
- Samiten: Zemīte
- Sankt Katharinen: Katrinas
- Sankt Matthiae: Matīši
- Sankt Peters-Kapelle: Pēterupe
- Santen: Zante
- Sassmacken: Sasmaka (now Valdemārpils)
- Saucke: Sauka
- Saussen: Sausneja
- Scheden: Šķēde
- Schkilbany: Šķilbeni
- Schlampen: Slampe
- Schleck: Zlēkas
- Schlok: Sloka
- Schlokenbeck: Milzkalne
- Schloßberg: Pilskalne
- Schlottenhof: Slāte
- Schmarden: Smārde
- Schnepeln: Snēpele
- Schnickern: Snikere
- Schrunden: Skrunda
- Schujen: Skujene
- Schwanenburg: Gulbene
- Schwarden: Zvārde
- Schwarzhof: Zvārtava
- Schwitten: Svītene
- Schönberg: Skaistkalne
- Sedde: Seda
- Seemuppen: Ziemupe
- Segewold: Sigulda
- Sehlen: Sēļi
- Sehmen: Sēme
- Sehren: Sērene
- Selburg: Sēlpils
- Selgerben: Dzirciems
- Seltinghof: Zeltiņi
- Selsau: Dzelzava
- Semershof: Ziemeris
- Semgallen (region): Zemgale
- Senten: Zentene
- Sepkull: Pāle
- Serben: Dzerbene
- Serbigal: Aumeistere
- Sermus: Sērmūkši
- Sessau: Sesava
- Setzen: Sece
- Sesswegen: Cesvaine
- Sexaten: Sieksate
- Seyershof: Jeŗi
- Sieklen: Sīķele
- Sinohlen: Sinole
- Sissegal: Madliena
- Sirgen: Ziŗa
- Siuxt: Džūkste
- Skrudalina: Skrudaliene
- Smilten: Smiltene
- Solujeny: Silajāņi
- Sonnaxt: Sunākste, Sanakste
- Spahren(hof): Spāre
- Stackeln: Strenči
- Staizel: Staicele
- Staraja Sloboda: Vecslabada
- Stelpenhof: Stelpe
- Stenden: Stende
- Sternhof: Jaunburtnieki
- Stirnian: Stirniene
- Stockmannshof: Pļaviņas
- Stolben: Stalbe
- Stomersee: Stāmeriena
- Strasden: Strazde
- Strutteln: Strutele
- Sturhof: Stūri
- Subbath: Subate
- Suhrs: Zūras
- Sunzel: Suntaži
- Sussey: Susēja
- Swenten: Svente
- Swirsdino: Zvirgsdene
- Süd-Durben: Dienvidus-Durbe

## T
- Tadeiken: Tadaiki
- Taubenhof: Tuja
- Tauerkaln: Taurkalns
- Taurup: Taurupe
- Talkowa: Linava
- Talsen: Talsi
- Telsen: Tāši
- Terwete: Tērvete
- Tetelmünde: Tetele
- Thorensberg (Riga): Torņakalns
- Thomsdorf: Tome
- Tirsen: Tirza
- Tootzen: Toce
- Treiden; Treyden: Turaida
- Trentelberg: Gostiņi
- Treppenhof: Trapene
- Trikaten: Trikāta
- Tuckum: Tukums
- Tummen: Tume
- Turlau: Turlava

## U
- Ubbenorm: Umurga
- Ugahlen: Ugāle
- Ullmahlen: Ulmale
- Ulpisch: Stiene
- Uppegriwe: Upesgrīva
- Uschwalde: Izvalta
- Usmaiten: Usma
- Üxküll: Ikšķile

## V
- Varkau: Vārkava
- Virginahlen: Vērgale

## W
- Waddax: Vadakste
- Wahnen: Vāne, Vane
- Wahrenbrock: Vārnava
- Waidau: Vaidava
- Wainoden: Vainode
- Wainsel: Vainiži
- Walk: Valka
- Wallgahlen: Valgale
- Wallhof: Valle
- Wandsen: Vandzene
- Wangasch: Vangaži
- Warkland: Varakļāni
- Warwen: Vārve
- Weessen: Zasa
- Weißenhof (Riga): Baltāmuiža
- Wellan: Velena
- Welonen: Viļāni
- Wenden: Cēsis
- Werestmuische: Cibla
- Wesselshof: Veseleva
- Westerotten: Vesterots
- Widdrisch: Vidriži
- Wiezenhof: Vijciems
- Wilon: Viļeni
- Wilsenhof: Vilceni
- Wilzen: Vilce
- Windau: Ventspils
- Windau (river): Venta
- Wirben: Virbi
- Wirgen: Virga
- Wirroniz: Vīrane
- Witterbeck: Vitrupe
- Wohlfahrt: Ēvele, Vecjerceni
- Wolgund: Valgunde
- Wolmar: Valmiera
- Wormen: Vārme
- Wrangelshof: Brenguļi
- Würzau: Vircava
- Wyschgorodok: Augšpils
- Wyschki: Višķi

## Z
- Zabeln: Sabile
- Zahden: Code
- Zarnikau: Carnikava
- Zehren: Cēre
- Zelmeneeken: Celmenieki
- Zerrauxt: Ceraukste
- Ziepelhof: Sīpele
- Zirau: Cīrava
- Zirsten: Cirsti
- Zunds (Riga): Maza daugava
- Zögenhof: Sēja

## Ü
- Üxküll: Ikšķile